# Flughafen Mopti

i8
i11
i13
Der Flughafen Mopti (IATA-Code: MZI, ICAO-Code: GAMB), auch bekannt als Flughafen Ambodedjo, ist der Flughafen der Stadt Mopti in Mali. Er liegt 14 km östlich von Mopti direkt an Sévaré angrenzend. Derzeit wird der Flughafen nicht im Liniendienst angeflogen, er ist jedoch als internationaler Flughafen zertifiziert. Er wurde 1953 eröffnet.